# Stanovno
Stanovno – wieś w Słowenii, w gminie Ormož. 1 stycznia 2018 liczyła 117 mieszkańców.